# Liste des évêques de Saint-Papoul
Pour un article plus général, voir Diocèse de Saint-Papoul.

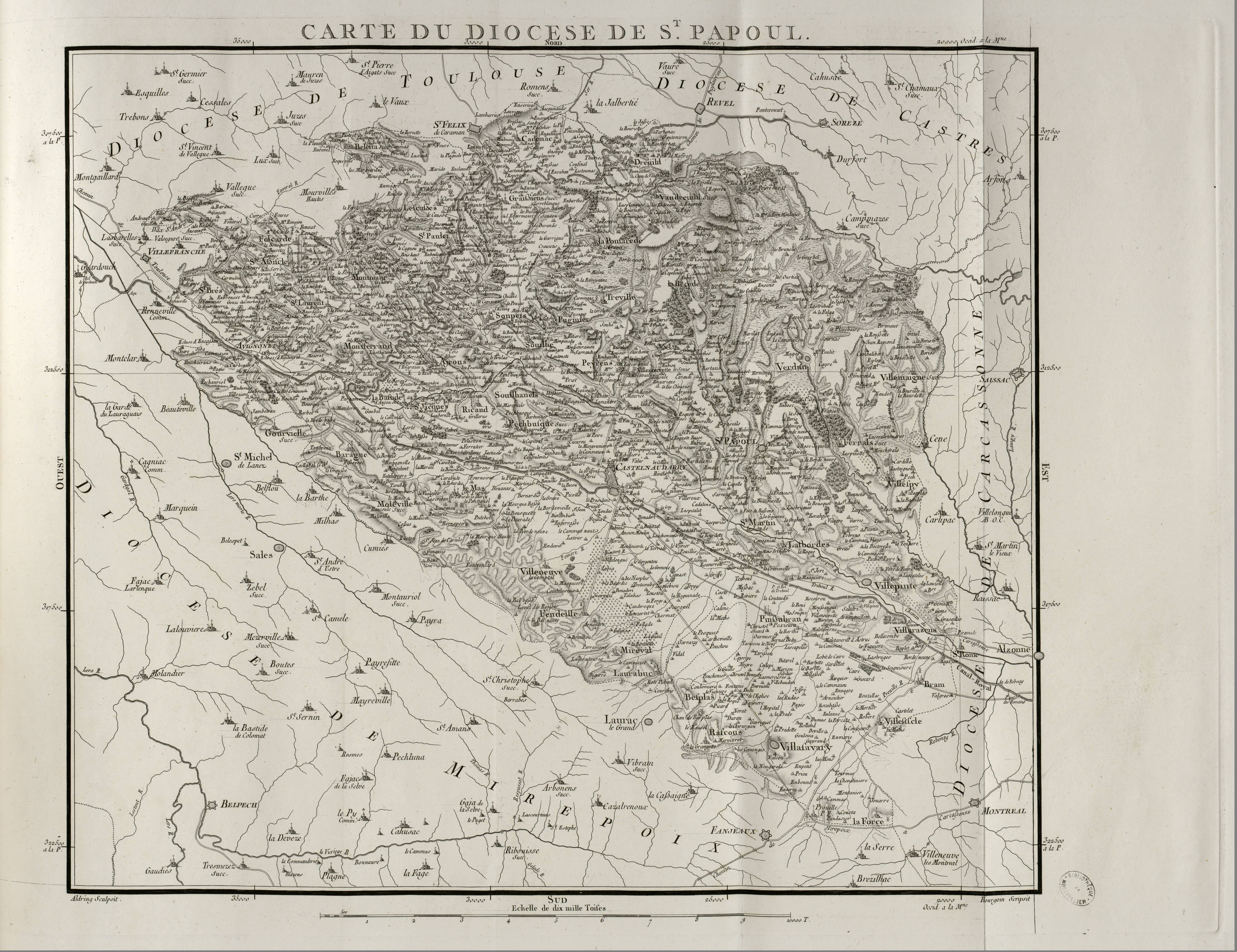
Carte du diocèse de Saint-Papoul en 1781.

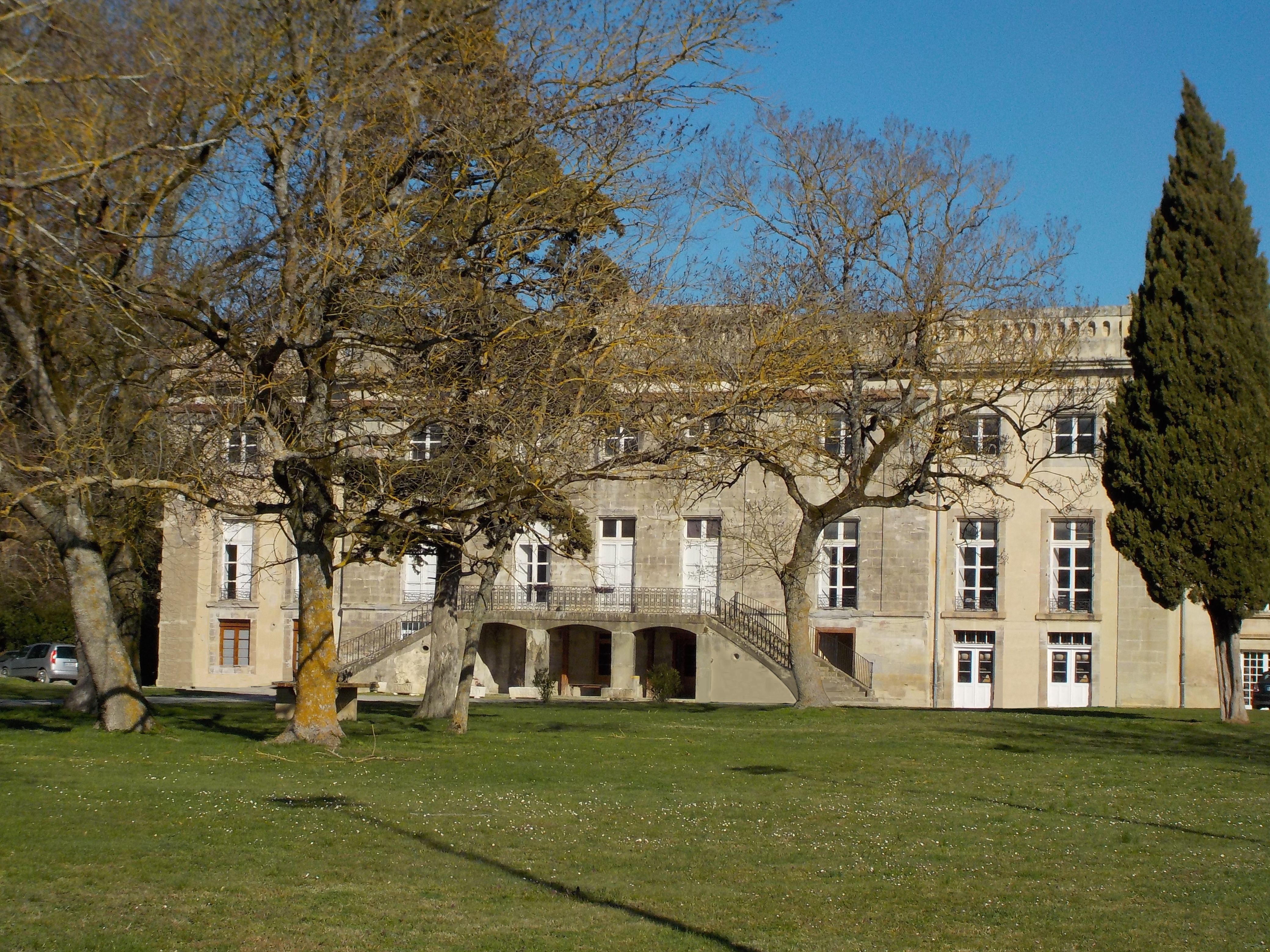
Ancien palais épiscopal de Saint-Papoul.

Voici la Liste des évêques de Saint-Papoul.
Le diocèse de Saint-Papoul, érigé en 1317 et supprimé en 1801 était situé dans l'actuel département de l'Aude.

## Moyen Âge

### XIVesiècle
- Bernard de La Tour, du 11 juillet 1317 au 27 décembre 1317
- Raymond de Mostuèjouls 1319-1329, transféré de Saint-Flour (bulle du 16 avril 1319), cardinal (1327), mort en 1335
- Guillaume de Cardaillac 1328-1347
- Bernard de Saint-Martial 1348-1361
- Pierre de Cros (O.S.B) 1361-1370, devient archevêque de Bourges, d'Arles et cardinal
- Bernard de Castelnau (O.S.B) 1370-1375
- Pierre de Cros II 1375-1412

### XVesiècle
- Jean de la Rochetaillée 1413-1418?
- Jean de Burle 1418-1422, transféré de Nice (1418?) et transféré à Saint-Flour (1422)
- Guillaume de Montjoie en 1421, transféré à Verdun en 1423
- Raymond Macrose (Mairose) 1424-1426, transféré de Castres (1422), cardinal (1426), mort en 1427
- Pierre Soybert 1427-1443
- Raymond de Lupault 1451-mort v.1465
- Jean de La Porte 1465-1468
- Denis de Bar 1468-1471
- Clément de Brillac 1472-1495

## Époque moderne

### XVIesiècle
| Portrait                      | Armoiries                            | Épiscopat   | Titulaire            | Notes |
| ----------------------------- | ------------------------------------ | ----------- | -------------------- | --- |
| Image manquante               | Ecu de la famille de Bar (Languedoc) | 1495 à 1508 | Denis de Bar         | une seconde fois                                                                                         |
| Image manquante               | Ecu de la famille de Bar (Languedoc) | 1508 à 1538 | Charles de Bar       | est le neveu de Denis de Bar, il lui succède en 1508 et meurt dans sa charge en août 1538 dans le Berry. |
| Portrait de Giovanni Salviati | Blason à dessiner                    | 1538 à 1549 | Giovanni Salviati    | cardinal, administrateur                                                                                 |
| Image manquante               | Blason à dessiner                    | 1549 à 1561 | Bernardo Salviati    | cardinal                                                                                                 |
| Image manquante               | Blason à dessiner                    | 1561 à 1564 | Anton Maria Salviati | |
| Image manquante               | Blason à dessiner                    | 1564 à 1567 | Bernardo Salviati    | cardinal                                                                                                 |
| Image manquante               | Blason de la famille de Bardis       | 1567 à 1591 | Alexandre de Bardis  | |

### XVIIesiècle
| Portrait                          | Armoiries                                  | Épiscopat   | Titulaire                         | Notes |
| --------------------------------- | ------------------------------------------ | ----------- | --------------------------------- | ----- |
| Image manquante                   | Blason en attente                          | 1602 à 1604 | Jean Raymond                      |       |
| Image de Mgr François de Donadieu | Blason de la famille de Donadieu           | 1608 à 1626 | François de Donadieu              |       |
| Image manquante                   | Blason en attente                          | 1626 à 1636 | Louis de Claret                   |       |
| Image manquante                   | Blason en attente                          | 1636 à 1655 | Bernard Despruets                 |       |
| Image de Mgr Jean de Carbon       | Blason de la famille Montpezat de Carbon   | 1657 à 1664 | Jean de Montpezat de Carbon       |       |
| Image manquante                   | Blason de la famille Montpezat de Carbon   | 1664 à 1674 | Joseph de Montpezat de Carbon     |       |
| Image manquante                   | Blason de la famille Barthélemy de Gramont | 1677 à 1716 | François de Barthélemy de Gramont |       |

### XVIIIesiècle
| Portrait                         | Armoiries                               | Épiscopat   | Titulaire                                       | Notes |
| -------------------------------- | --------------------------------------- | ----------- | ----------------------------------------------- | --- |
| Image de Mgr de Choiseul-Beaupré | Blason de la famille de Choiseul        | 1718 à 1723 | Gabriel-Florent de Choiseul-Beaupré             | |
| Image de Mgr de Ségur            | Blason de la famille de Ségur           | 1724 à 1735 | Jean-Charles de Ségur                           | |
| Image manquante                  | Blason de la famille Berger de Charancy | 1735 à 1738 | Georges Lazare Berger de Charancy               | est né le 24 octobre 1689 à Autun dans la Saône-et-Loire, il est nommé évêque de Saint-Papoul le 27 juin 1735, puis est nommé évêque de Montpellier le 3 septembre 1738 en devenant aussi abbé en 1740 et meurt dans sa charge le 14 février 1748.       |
| Image manquante                  | Blason de la famille de Langle          | 1739 à 1774 | Daniel Bertrand de Langle                       | est né le 9 septembre 1701 à Rennes en Ille-et-Vilaine, il est nommé évêque de Saint-Papoul le 26 janvier 1739 et meurt dans sa charge en juin 1774. |
| Image manquante                  | Blason de la famille d'Abzac de Mayac   | 1775 à 1784 | Guillaume-Joseph d'Abzac de Mayac               | est né le 21 janvier 1731 dans le Périgord, il est nommé évêque de Saint-Papoul le 3 avril 1775, et meurt dans sa charge le 23 janvier 1784. |
| Image manquante                  | Blason de la famille de Maillé          | 1784 à 1801 | Jean-Baptiste-Marie de Maillé de La Tour-Landry | est né le 6 décembre 1743 à Entrammes dans la Mayenne, il est nommé évêque de Gap le 30 mars 1778, puis il est nommé évêque de Saint-Papoul le 25 juin 1784 puis évêque de Rennes le 24 avril 1802, il meurt dans sa charge le 25 novembre 1804 à Paris. |

Le diocèse est supprimé en 1801.

## Siège titulaire
Le siège de Saint-Papoul est rétabli en 2009 comme siège titulaire. Il est attribué pour la première fois en 2016 à Bertrand Lacombe, évêque auxiliaire de Bordeaux.
| Début         | Fin             | Nat.   | Nom               | Fonction exercée                            |
| ------------- | --------------- | ------ | ----------------- | ------------------------------------------- |
| 14 avril 2016 | 22 octobre 2020 | France | Bertrand Lacombe  | Évêque auxiliaire de Bordeaux et Bazas      |
| 26 juin 2021  |                 | France | Gilles Reithinger | Évêque auxiliaire de Strasbourg (2021-2024) |